# Alando (Haute-Corse)
Alando település Franciaországban, Haute-Corse megyében. Lakosainak száma 25 fő (2022. január 1.). Alando Bustanico, Sant’Andréa-di-Bozio, Alzi, Favalello és Sermano községekkel határos.

## Népesség
A település népességének változása:
| Lakosok száma | 51   | 38   | 23   | 25   | 28   | 38   | 35   | 32   | 27   | 25   |
|               | 1968 | 1982 | 1999 | 2006 | 2011 | 2015 | 2017 | 2018 | 2020 | 2022 |